# El Cafetal, Sinaloa
El Cafetal är en ort i Mexiko.   Den ligger i kommunen Navolato och delstaten Sinaloa, i den västra delen av landet, 1 000 km nordväst om huvudstaden Mexico City. El Cafetal ligger 12 meter över havet och antalet invånare är 118.
Terrängen runt El Cafetal är mycket platt. Runt El Cafetal är det ganska tätbefolkat, med 155 invånare per kvadratkilometer. Närmaste större samhälle är Licenciado Benito Juárez, 7,1 km norr om El Cafetal. Trakten runt El Cafetal består till största delen av jordbruksmark.